# Snow Polo World Cup St. Moritz

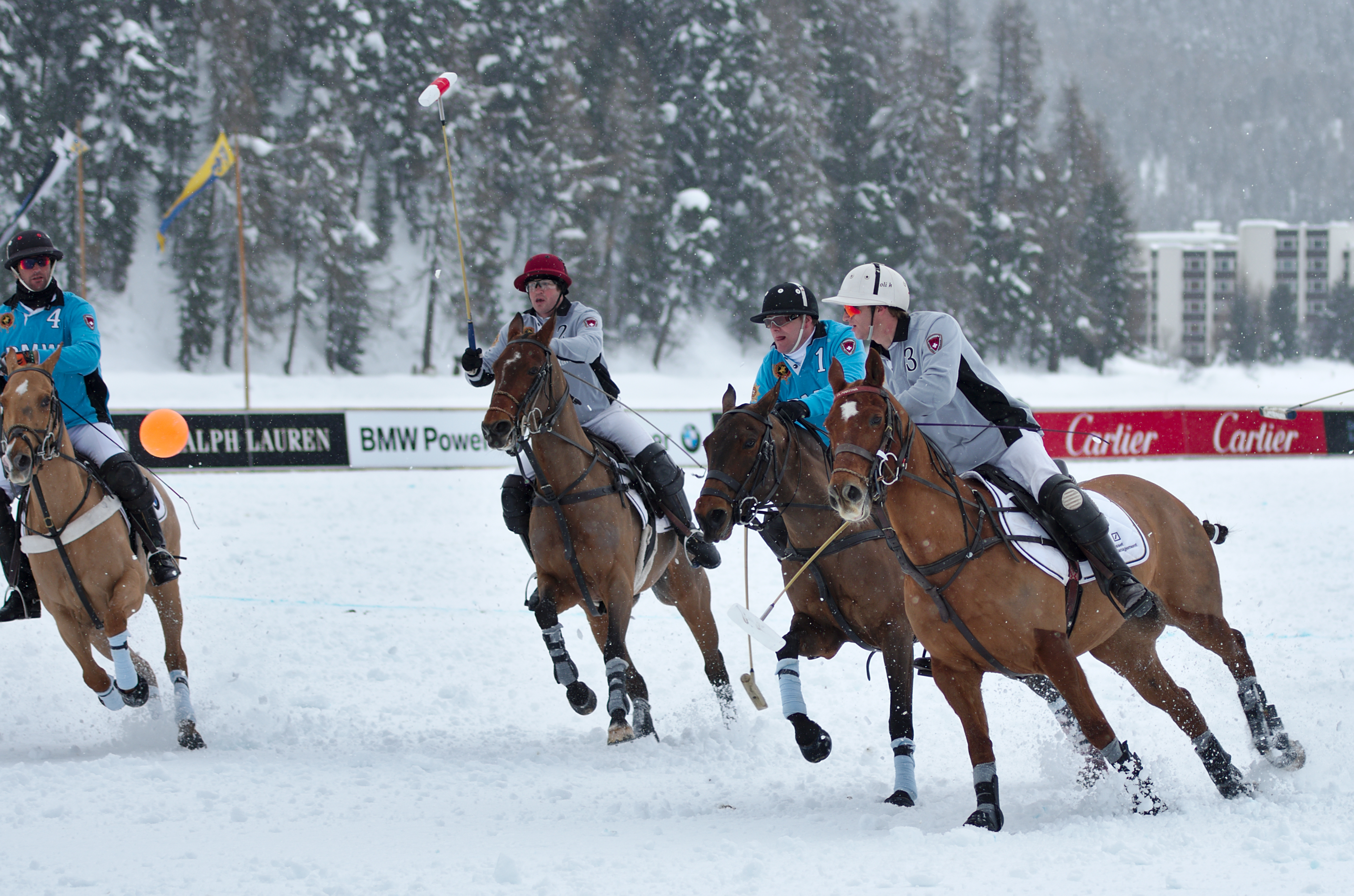
Snow Polo, 2023

Der Snow Polo World Cup St. Moritz (früher Polo World Cup on Snow, bzw. Cartier Polo World Cup on Snow Sankt Moritz) ist ein Poloturnier, das seit 1985 (Weltpremiere des Polosports auf Schnee) jährlich auf dem zugefrorenen St. Moritzersee in der Schweiz ausgetragen wird.

## Geschichte
Das erste Polofeld in St. Moritz entstand 1899, als eines der ersten in Kontinentaleuropa. Es diente zum Zeitvertreib der hier stationierten englischen Soldaten. Nachdem die stationierte englische Kavallerie abgezogen wurde, wurde in St. Moritz längere Zeit nicht mehr Polo gespielt. 1959 wurde der St. Moritz Polo Club gegründet. Erster Präsident wurde P. R. Berry. Zwischen 1960 und 1964 wurden Sommerturniere ausgetragen. Anlässlich der Vorbereitungen für die olympischen Sommerspiele 1968 in Mexiko-Stadt wurde der Poloplatz in ein Höhentrainingszentrum für Athleten umgebaut. 1978 gründete Reto G. Gaudenzi ein St. Moritzer Poloteam, welches weltweit spielte.
1983 starb Berry und Christian Mathis übernahm das Präsidentenamt. Reto G. Gaudenzi gründete den Schweizerischen Polo Verband (SPA) Swiss Polo Association und die Schweizer Polo Nationalmannschaft. In diesem Jahr fand auch das erste Länderspiel einer rein schweizerischen Mannschaft in Barcelona statt. Dabei gewann die Schweiz gegen Spanien 7:6, eine Sensation im Polosport.
Auf Initiative von Reto G. Gaudenzi wurde 1985 das erste Poloturnier auf dem zugefrorenen St. Moritzersee gespielt. 1991 konnte die neu gestaltete Polowiese ihrer Bestimmung übergeben werden, womit auch internationale Sommerspiele möglich wurden. 1993 fand die FIP-Polo-Europameisterschaft statt. Die Schweiz mit Captain Reto G. Gaudenzi, Francisco Soldati, Piero Dillier und Mario Zindel wurde sensationell dritte und gewann die Bronzemedaille. 1994 wurde ein Polo-Pferde-Pool gegründet, um immer genügend Trainingspferde vor Ort zu haben. Zwei Jahre später, 1995, fand die FIP Polo Weltmeisterschaft statt. Gewinner war Brasilien, zweiter wurde Argentinien, dritter England. Die Schweiz erreichte den sechsten Rang. Die Spiele wurden vom Schweizer Fernsehen SRF live weltweit übertragen. Zum Anlass des 20. Geburtstages des Polo World Cup on Snow erschien das Jubiläumsbuch mit dem Titel «20 Years Cartier Polo World Cup on Snow St. Moritz». Seit 2015 heisst das Turnier «Snow Polo World Cup St. Moritz». Es wird unter einer neuen Trägerschaft gespielt, der Evviva Polo St. Moritz AG, die sich wieder um den einstigen Initianten Reto G. Gaudenzi gruppiert hat.

## Sportliches
Der Snow Polo World Cup St. Moritz wird als Poloturnier der obersten Spielklasse (High Goal) ausgetragen und gilt als das weltweit prestigeträchtigste und höchstdotierte Turnier auf Schnee. Sechs High Goal Teams mit Handicaps zwischen 15 und 22 Goals kämpfen jedes Jahr um die begehrte "Snow Polo World Cup St. Moritz Trophy".

## Sieger
Die Gewinner seit 1985 sind:
| Jahr                                           | Sieger                                        | Spieler 1                                     | Spieler 2                                     | Spieler 3                                     | Spieler 4                                     |
| World Premiere Cartier Polo World Cup on Snow  | World Premiere Cartier Polo World Cup on Snow | World Premiere Cartier Polo World Cup on Snow | World Premiere Cartier Polo World Cup on Snow | World Premiere Cartier Polo World Cup on Snow | World Premiere Cartier Polo World Cup on Snow |
| ---------------------------------------------- | --------------------------------------------- | --------------------------------------------- | --------------------------------------------- | --------------------------------------------- | --------------------------------------------- |
| 1985                                           | Team Cartier – St Moritz                      | Reto Gaudenzi                                 | Orazio Annunziata                             | Gianny Berry Vlad Antoniade                   | Yvan Guillemin                                |
| Belgian American Investments World Cup on Snow |                                               |                                               |                                               |                                               |                                               |
| 1986                                           | Europe Selection                              | Reto Gaudenzi Orazio Annunziata               | Vlad Antoniade                                | Yvan Guillemin                                | Paul Withers                                  |
| Audi Polo World Cup on Snow                    |                                               |                                               |                                               |                                               |                                               |
| 1987                                           | Europe Selection                              | Oliver Ellis                                  | Orazio Annunziata                             | Franco Piazza                                 | Yvan Guillemin                                |
| 1988                                           | Team Audi – St Moritz                         | Mario Zindel                                  | Reto Gaudenzi                                 | Adrian Laplacette                             | Yvan Guillemin                                |
| 1989                                           | Team Audi – St Moritz                         | Mario Zindel                                  | Reto Gaudenzi                                 | Alfonso Pieres                                | Adrian Laplacette                             |
| Revlon Polo World Cup on Snow                  |                                               |                                               |                                               |                                               |                                               |
| 1990                                           | Team Pommery – Milano                         | Colin Emerson                                 | Franco Pellegrino                             | James Lucas                                   | Martin Orotzo                                 |
| 1991                                           | Team Revlon – Palm Beach                      | Franco Pellegrino Arndt Küchel                | Michael Tarnopol                              | Christian Laprida                             | Vlad Antoniade                                |
| 1992                                           | Team Bernie's – St Moritz                     | Reto Gaudenzi                                 | James Lucas                                   | Adrian Laplacette                             | Mario Zindel                                  |
| Cartier Polo World Cup on Snow                 |                                               |                                               |                                               |                                               |                                               |
| 1993                                           | Team Pommery – São Paolo                      | Piero Dillier                                 | Adriano Agosti                                | James Lucas                                   | Tomás Fernández Llorente                      |
| 1994                                           | Team Pommery – Las Leñas                      | Piero Dillier                                 | Adriano Agosti                                | Tomás Fernández Llorente                      | Martin Orotzo                                 |
| 1995                                           | Team Trois Pommes – Las Leñas                 | Piero Dillier                                 | Adriano Agosti                                | James Lucas                                   | Tomás Fernández Llorente                      |
| 1996                                           | Team Cartier                                  | John Manconi                                  | Horacio Fernández Llorente                    | Alejandro („Piki“) Díaz Alberdi               | Francis-Michael Claessens                     |
| 1997                                           | Team Cartier                                  | John Manconi                                  | Horacio Fernández Llorente                    | Alejandro („Piki“) Díaz Alberdi               | Francis-Michael Claessens                     |
| 1998                                           | Team Cartier                                  | John Manconi                                  | Horacio Fernández Llorente                    | Alejandro („Piki“) Díaz Alberdi               | Francis-Michael Claessens                     |
| 1999                                           | Team Pommery – Ghantoot Abu Dhabi             | Nasser al-Daheri                              | Luis Escobar                                  | Hugo Barabucci                                | Thomas M. Rinderknecht                        |
| 2000                                           | Team Cartier – St Moritz                      | Adriano Agosti                                | Cody Forsyth                                  | Satnam Dhillon                                | Marco di Paola                                |
| 2001                                           | Team Cartier – St Moritz                      | Adriano Agosti                                | José Donoso                                   | Cody Forsyth                                  | Chris Hyde                                    |
| 2002                                           | Team Denergy                                  | John Manconi                                  | Satnam Dhillon                                | Carlos Solari                                 | Alejandro („Piki“) Díaz Alberdi               |
| 2003                                           | Team Bank Hofmann                             | Piero Dillier Thomas M. Rinderknecht          | Lucas Labat                                   | Ignacio Tillous                               | Christian Bernal                              |
| 2004                                           | Team Larchmont                                | Marek Dochnal                                 | Juan Martin Nero                              | Alejandro („Piki“) Díaz Alberdi               | Jack Kidd                                     |
| 2005                                           | Team Maybach                                  | Simon Holley                                  | Chris Hyde                                    | Nacho Gonzalez                                | Alejandro („Piki“) Díaz Alberdi               |
| 2006                                           | Team Cartier                                  | Adriano Agosti                                | Jaime Huidobro                                | Jack („Ruky“) Baillieu                        | Jonny Good                                    |
| 2007                                           | Team Brioni                                   | Charlie Hanbury                               | Eduardo Novillo Astrada                       | Milo Fernández Araujo                         | Guy Schwarzenbach                             |
| 2008                                           | Team Brioni                                   | Guy Schwarzenbach                             | Nacho Gonzalez                                | John Paul Clarkin                             | Jonny Good                                    |
| 2009                                           | Team Julius Bär                               | Pablo Mac Donough (+10)                       | José Donose (+7)                              | Richard Le Poer (+4)                          | George Milford Haven (+1)                     |
| 2010                                           | Team Cartier                                  | John Paul Clarkin (+8)                        | Glen Gilmore (+7)                             | Robert Archibald (+6)                         | Saeed Bin Drai (+1)                           |
| 2012                                           | abgesagt wegen zu dünner Eisschicht           | abgesagt wegen zu dünner Eisschicht           | abgesagt wegen zu dünner Eisschicht           | abgesagt wegen zu dünner Eisschicht           | abgesagt wegen zu dünner Eisschicht           |
| 2013                                           | Team Cartier                                  | Jonathan Munro Ford (0)                       | Max Charlton (+6)                             | Chris Hyde (+6)                               | Nacho Gonzalez (+6)                           |
| 2014                                           | Team Cartier                                  | Jonathan Munro Ford (0)                       | Max Charlton (+6)                             | Chris Hyde (+6)                               | Hissam Ali Haider (+6)                        |
| 2015                                           | Team Cartier                                  | Jonathan Munro Ford (0)                       | Max Charlton (+7)                             | Chris Hyde (+6)                               | Jamie Morrison (+3)                           |
| 2016                                           | Team Maserati                                 | Rommy Gianni (+1)                             | Dario Musso (+7)                              | Luciano Vazquez (+2)                          | Frankie Menendes (+6)                         |
| 2017                                           | Team Cartier                                  | Rommy Gianni (+1)                             | Charlie Wooldridge (+2)                       | Chris Hyde (+6)                               | Dario Musso (+7)                              |
| 2018                                           | Team Cartier                                  | Rommy Gianni (+1)                             | Juan Cruz Greguoli (+4)                       | Dario Musso (+6)                              | Chris Hyde (+5)                               |
| 2019                                           | Team Badrutt's Palace                         | Melissa Ganzi (0)                             | Juan Bautista Peluso (0)                      | Alfredo Bigatti (+8)                          | Alejandro Novillo Astrada (+8)                |
| Snow Polo World Cup St. Moritz                 |                                               |                                               |                                               |                                               |                                               |
| 2020                                           | Team St. Moritz                               | Valery Mishchenko (0)                         | Robert Strom (+5)                             | Max Charlton (+6)                             | Nacho Gonzalez (+6)                           |
| 2021                                           | abgesagt aufgrund der COVID-19-Pandemie       | abgesagt aufgrund der COVID-19-Pandemie       | abgesagt aufgrund der COVID-19-Pandemie       | abgesagt aufgrund der COVID-19-Pandemie       | abgesagt aufgrund der COVID-19-Pandemie       |
| 2022                                           | Team Azerbaijan Land of Fire                  | Elchin Jamalli (+2)                           | Adrian Laplacette Jr. (+6)                    | Raul Laplacette Jr. (+6)                      | / Tito Gaudenzi (+2)                          |
| 2023                                           | Team Azerbaijan Land of Fire                  | Elchin Jamalli (+2)                           | Adrian Laplacette Jr. (+6)                    | Raul Laplacette Jr. (+6)                      | Tarlan Gurbanaliyev (0) / Tito Gaudenzi (+2)  |
| 2024                                           | Team Mackage                                  | Lidia Gaus (0)                                | Jack Hyde (+5)                                | Isidro Strada (+7)                            | Ryan Pemble (+4)                              |
| 2025                                           | Team The Kusnacht Practice                    | / Eduardo Greghi (0)                          | Francisco Belaustegui (+3)                    | Chris Mackenzie (+6)                          | Isidro Strada (+7)                            |

## Final-Ergebnisse der letzten Jahre
| Jahr | Paarung                                         | Ergebnis    |
| ---- | ----------------------------------------------- | ----------- |
| 2015 | Cartier – BMW                                   | 10 : 2½     |
| 2016 | Maserati – Cartier                              | 5 : 4       |
| 2017 | Cartier – Badrutt‘s Palace                      | 7 : 3       |
| 2018 | Cartier – Maserati                              | 4½ : 4      |
| 2019 | Badrutt‘s Palace – Maserati                     | 7 : 3       |
| 2020 | St. Moritz – Azerbaijan Land of Fire            | 4 : 1½      |
| 2021 | ausgefallen                                     | ausgefallen |
| 2022 | Azerbaijan Land of Fire – Clinique La Prairie   | 6 : 2½      |
| 2023 | Azerbaijan Land of Fire – St. Moritz            | 6 : 5       |
| 2024 | Mackage – The Kusnacht Practice                 | 10 : 9      |
| 2025 | The Kusnacht Practice – Azerbaijan Land of Fire | 5 : 4½      |